# 92-es busz (Debrecen)
A debreceni 92-es jelzésű éjszakai autóbusz a Nagyállomás és az Auguszta között közlekedett körforgalomban teszt jelleggel. Útvonala során érintette a Vincellér utcát, a Segner teret, a belvárost, az Egyetemet és a Főnix Csarnokot.

## Története
A vonalat 2018. július 6-án indították el kísérleti jelleggel öt nyári hétvégén és szeptember közepén a korábbi szolgálati járatok meghirdetésével. Július 21-én és 22-én, a Campus Fesztivál ideje alatt nem közlekedett, ekkor „C” jelzésű éjszakai járatok vehetőek igénybe. Július 27-étől a Tócóskertet csak visszafelé érintette.
Szeptember 19-étől 22-éig újra közlekedett, változatlan paraméterekkel. A 2018. november 1-jétől érvényes éjszakai menetrendben már nem szerepel.

## Útvonala
| Nagyállomás → Vincellér utca → Csokonai Színház → Auguszta → Főnix Csarnok → Csokonai Színház → Vincellér utca → Nagyállomás |
| --- |
| Nagyállomás vá. – Piac utca – Kossuth utca – Burgundia utca – Rákóczi utca – Hunyadi János utca – Csemete utca – Dózsa György utca – Füredi utca – Böszörményi út – Békéssy Béla utca – Móricz Zsigmond út – Pallagi út – Klinikák – Nagyerdei körút – Egyetem sugárút – Füredi út – Bem tér – Hadházi út – Zákány utca – Kassai út – Csapó utca – Burgundia utca – Kossuth utca – Széchenyi utca – Tisza István utca – Hatvan utca – Kishegyesi út – Derék utca – Vincellér utca – István út – Szoboszlói út – Erzsébet utca – Petőfi tér – Nagyállomás vá. |

## Megállóhelyei
Az átszállási kapcsolatok között csak az 1 órán belül elérhető járatok vannak feltüntetve.
| 0  | Nagyállomás végállomás               | 42 | 90Y, Airport2 S506 |
| 1  | Petőfi tér                           | ∫  | 90, 91             |
| 2  | Piac utca                            | ∫  | 90, 91             |
| ∫  | MÁV-rendelő                          | 42 | 90                 |
| ∫  | Mentőállomás                         | 41 | 90                 |
| ∫  | Szoboszlai úti Általános Iskola      | 40 | 90                 |
| ∫  | Szoboszlai út                        | 40 | 90                 |
| ∫  | Legányi utca                         | 39 | 90                 |
| ∫  | Tócóskert tér                        | 37 | 90                 |
| ∫  | Vincellér utca                       | 37 | 90                 |
| ∫  | Sárvári Pál utca                     | 36 | 90                 |
| ∫  | Holló László sétány                  | 35 | 90                 |
| ∫  | Derék utca-Jégcsarnok                | 34 | 90                 |
| ∫  | Dorottya utca                        | 33 |                    |
| ∫  | Kishegyesi út                        | 33 |                    |
| ∫  | Hatvan utca 57.                      | 32 |                    |
| ∫  | Hatvan utca                          | 31 | 90, 91, Airport2   |
| ∫  | Tisza István utca                    | 30 | 90                 |
| ∫  | Debreceni Törvényszék                | 29 | 90, 91, Airport2   |
| 3  | Csokonai Színház                     | 28 | 91                 |
| 4  | Burgundia utca                       | 26 |                    |
| 4  | Rákóczi utca                         | ∫  | 90, 91             |
| 6  | Kölcsey Központ (Hunyadi János utca) | ∫  | 2 90, 91, Airport2 |
| 7  | Csemete utca                         | ∫  | Airport2           |
| 8  | Dózsa György utca                    | ∫  | Airport2           |
| 8  | Malompark                            | ∫  |                    |
| 9  | Jerikó utca                          | ∫  |                    |
| 9  | Füredi út                            | ∫  |                    |
| 10 | Kertváros                            | ∫  |                    |
| 11 | Agrártudományi Centrum               | ∫  |                    |
| 12 | Csokonai Vitéz Mihály Gimnázium      | ∫  |                    |
| 12 | Sportkollégium                       | ∫  |                    |
| ∫  | Berek utca                           | 24 | 90, 91             |
| ∫  | Bercsényi utca                       | 24 | 90, 91             |
| ∫  | Árpád tér                            | 23 |                    |
| ∫  | Laktanya utca                        | 23 |                    |
| ∫  | Főnix Csarnok                        | 22 |                    |
| ∫  | Sportuszoda                          | 21 |                    |
| ∫  | Hadházi út                           | 20 |                    |
| ∫  | Homok utca                           | 20 |                    |
| ∫  | Bem tér                              | 19 |                    |
| ∫  | Nagy Lajos király tér                | 18 |                    |
| ∫  | Egyetem tér                          | 17 |                    |
| ∫  | Klinikák                             | 16 |                    |
| ∫  | Szociális Otthon                     | 15 |                    |
| ∫  | Pallagi út                           | 15 |                    |
| 14 | Auguszta                             | 14 |                    |